# Танец Буффало
«Танец Буффало» (от англ. buffalo «буйвол» — «танец буйвола») — 16-секундный немой документальный фильм, созданный в 1894 году на студии Томаса Эдисона. Фильм был снят в то же время, что и «Пляска духа племени сиу». «Танец Буффало» один из самых ранних фильмов с участием представителей коренных американцев — индейцев племени дакота (подгруппа племени сиу). Продюсер — Уильям К. Л. Диксон, оператор — Уильям Хейз.

## Сюжетная линия
Три индейских воина племени дакота: Шерсть, Часть Волоса и Последняя Лошадь исполняют традиционный индейский танец «Танец Буйвола», облачившись в национальную одежду. Им аккомпанируют двое барабанщиков, которые расположены у заднего края деревянной сцены. Актёры танцуют, двигая ногами, ходя по кругу против часовой стрелки. При этом они часто смотрят в камеру. У каждого из актёров на голове перья, у двоих из них — декоративные хвосты.

## Культурное влияние
Это один из первых фильмов, рассказывающих об обычаях индейцев. Это также один из фильмов Томаса Эдисона об индейцах. Актёры были подлинными индейцами племени дакота, среди них был бывший участник шоу Буффало Билла Билл Коди. По данным The Internet Movie Database фильм был снят на плёнку 35 мм с соотношением сторон 1,33: 1. Фильм был предназначен для отображения с кинетоскопа.